# Paul Nitze

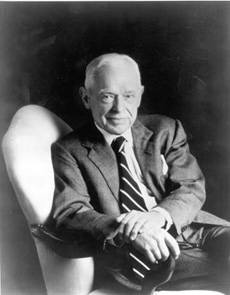
Paul Nitze.

Paul Henry Nitze (16 de enero de 1907 - 9 de octubre de 2004) fue un oficial de alto de rango de los Estados Unidos que ayudó a dar forma a la política de defensa estadounidense durante la Guerra Fría.
Nitze participó en la negociación de los grandes tratados sobre armas atómicas (dando su apoyo al SALT I, pero oponiéndose al SALT II) y fue cofundador del think tank llamado Equipo B, cuyas conclusiones tuvieron una gran influencia en el rebrote de la Guerra Fría durante la presidencia de Ronald Reagan.